# Włodzimierz Nieżywiński
Włodzimierz Nieżywiński (ur. 18 czerwca 1923 w Szereszowie, zm. 13 marca 1983 w Sopocie) – polski fotograf, fotoreporter. Członek Stowarzyszenia Dziennikarzy Polskich.

## Życiorys
Włodzimierz Nieżywiński w 1950 roku ukończył Wyższą Szkołę Handlu Morskiego w Sopocie (obecnie Uniwersytet Gdański). Związany z pomorskim środowiskiem dziennikarskim oraz fotograficznym – po zakończeniu II wojny światowej mieszkał i pracował w Sopocie. W 1944 roku został uwolniony z obozu koncentracyjnego, znajdującego się na Litwie, po czym jako żołnierz Armii Czerwonej uczestniczył w walkach o Berlin.
Włodzimierz Nieżywiński od 1955 do 1957 roku pracował jako fotoreporter w Głosie Wybrzeża, w latach 1957–1981 (do emerytury) był fotoreporterem Dziennika Bałtyckiego. Miejsce szczególne w jego twórczości zajmowała fotografia reportażowa (wydarzenia związane z gdańskim Wybrzeżem) oraz fotografia portretowa (portrety znanych postaci – m.in. aktorzy, naukowcy oraz portrety zwykłych ludzi – m.in. rybaków, stoczniowców). Fotografie Włodzimierza Nieżywińskiego były wielokrotnie prezentowane na wystawach pokonkursowych, głównie w konkursach fotografii prasowej – gdzie otrzymywały wiele nagród, wyróżnień (m.in. główna nagroda na II Ogólnopolskim Konkursie Fotografii Prasowej, w 1972 roku). Były wielokrotnie publikowane w innych czasopismach, wydawnictwach albumowych, książkowych oraz pocztówkowych.
W 1964 roku został przyjęty w poczet członków Stowarzyszenia Dziennikarzy Polskich. Za wieloletnią działalność na niwie dziennikarstwa i fotografii w 1966 roku został uhonorowany Odznaką Honorową „Zasłużonym Ziemi Gdańskiej” oraz w 1977 roku Krzyżem Kawalerskim Orderu Odrodzenia Polski.

## Odznaczenia
- Medal „Za zwycięstwo nad Niemcami w Wielkiej Wojnie Ojczyźnianej 1941–1945”
- Medal „Za zdobycie Berlina”
- Odznaka „Za Zasługi dla Gdańska” (1960)
- Odznaka honorowa „Zasłużonym Ziemi Gdańskiej” (1966)
- Krzyż Kawalerski Orderu Odrodzenia Polski (1977)

Źródło.